# Спољни односи Летоније
Спољне односе Летоније првенствено води Министарство спољних послова. Модерна Република Летонија себе сматра наставком летонске државе из периода 1918–1940. године. Након што је проглашено бнављање пуне независности 21. августа 1991. године, Летонија се придружила Уједињеним нацијама 17. септембра 1991. године и од тада је постала потписница бројних организација УН и међународних споразума.
Држава активно тежи ка дубљој интеграцији и сарадњи са НАТО-ом, Европском унијом (ЕУ), ОЕЦД-ом и другим западним организацијама. Такође, активно се залаже за ширење своје улоге у мировним мисијама УН широм света.
Летонија је чланица неколико међународних организација, укључујући:
- Савет Европе (СЕ)
- Међународни савет за истраживање мора
- Међународну организацију цивилног ваздухопловства (ICAO)
- Међународну агенцију за атомску енергију (IAEA)
- Организацију Уједињених нација за образовање, науку и културу (УНЕСКО)
- Међународни фонд Уједињених нација за хитне случајеве деце (УНИЦЕФ)
- Међународни кривични суд (МКС)
- Светска банка, Међународни монетарни фонд (ММФ) и Европска банка за обнову и развој (ЕБРД)
- Организација за европску безбедност и сарадњу (ОЕБС)
- Северноатлантски координациони савет (NACC)

На националном референдуму 20. септембра 2003. године, Летонци су гласали за придруживање Европској унији. Летонија је званично постала чланица ЕУ 1. маја 2004. године. Такође се придружила НАТО-у 29. марта 2004. године.
Летонија је 11. априла 2024. године потписала десетогодишњи споразум о безбедносној сарадњи са Украјином.